# Гоензельхов-Грос-Піннов
Гоензельхов-Грос-Піннов (нім. Hohenselchow-Groß Pinnow) — громада в Німеччині, у землі Бранденбург.
Входить до складу району Уккермарк. Підпорядковується управлінню Гарц (Одер). Населення - 853 мешканці (на 31 грудня 2010). Площа - 41,10 км². Офіційний код  — 12 0 73 309. 

## Населення
| Рік  | Населення |
| ---- | --------- |
| 2005 | 888       |
| 2010 | 871       |